# Ingrid Pettersson
Ingrid Viola Susanna Pettersson-Andersson, född 22 februari 1919 i Kils församling i Örebro län, död 6 augusti 2015 i Längbro församling i Örebro, var en svensk målare.
Pettersson studerade vid Hermods, Stockholms Konststudie skola och Skånska målarskolan. Separat har hon ställt ut i Örebro, Wadköping, Stockholm, och på Liljevalchs konsthall. Hennes konst består av naivistiska fantasirika landskap och interiörer.
Petersson är representerad vid Örebro läns museum, Örebro stads samlingar, Örebro läns landstingss samlingar, Stockholms sjukhusrotel och Stockholms stads samlingar.